# Tanos Pál
Tanos Pál (Gánt, 1843. január 31. (keresztelés) – Rákospalota, 1912. szeptember 9.) író, lapszerkesztő, újságíró, tisztviselő, Újpest községi bírója.

## Élete
Tanos Ferenc iskolaigazgató, jegyző és Amler Teréz fiaként született. Kertészmesteri tanulmányokat folytatott. A pannonhalmi apátságnál volt főkertész, majd 1886-ban Újpestre költözött, a jelenlegi Baross utcában vásárolta meg házát. Elnöke volt a Polgári Körnek, az Országos Méhész Egyesület titkáraként dolgozott és egyúttal méhészeti szaklapot is szerkesztett. 1888-tól mint községi képviselő működött, 1889. augusztus 1.-jén bíróvá nevezték ki. Ellenfelei az 1891-es választásokon megbuktatták, 1892-ben azonban újfent ő vezethette a községet. 1896-ban lemondott, s ő lett Újpest első anyakönyvvezetője. 1889 és 1896 között építtette fel a Fóti út 79. sz. alatt álló Tanos-villát. Szabálytalanságok okán 1898-ban a belügyminiszter hivatalától megfosztotta, így Pécelre költözött, ahol gazdálkodásba fogott. 1909-ben Ugró Gyula polgármester visszahívta, hogy elnöki tanácsossá tegye meg, mely tisztet haláláig betöltötte. Tanos Pál jellemvonását használta fel Babits Mihály Kártyavár című regényében Kerbolt Gyula tanácsnok alakjának megalkotásához. Halálát tüdőgümő okozta. Felesége Flieg Eleonóra volt.
Sírja az újpesti Öreg temető 1960–1962 közötti felszámolása során megsemmisült, földi maradványainak „nyoma veszett”.

## Munkái
1. Az erdő világa. Rajzok. Bpest, 1895.
2. Erdőzúgás. Képek az erdők világából. Uo. 1906. (Ism. Budapesti Hirlap 337., Kath. Szemle 1908.)

Cikke a székesfejérvári Szabadságban (1887. 6. sz. Egy vértanú 1849: Streit Miklós plébános).